# Pannaria durietzii
Pannaria durietzii är en lavart som först beskrevs av P. James & Henssen, och fick sitt nu gällande namn av Elvebakk & D. J. Galloway. Pannaria durietzii ingår i släktet Pannaria och familjen Pannariaceae.   Inga underarter finns listade i Catalogue of Life.